# 阿特韋爾鎮區 (北卡羅萊納州羅恩縣)
阿特韋爾鎮區（英語：Atwell Township）是位於美國北卡羅萊納州羅恩縣的一個鎮區。

## 地方資料
阿特韋爾鎮區的面積為156.00平方千米，當中陸地面積為153.58平方千米，而水域面積為2.42平方千米。根據2020年美國人口普查的數據，當地共有人口13457人，而人口密度為每平方千米86.26人。